# Konrad Kretschmer

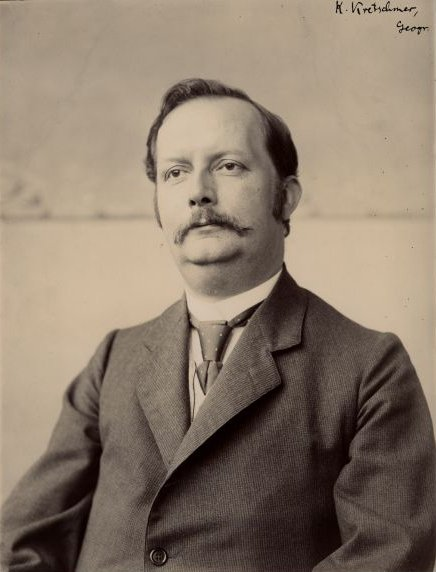
Konrad Kretschmer um 1900

Konrad Kretschmer (* 28. Juli 1864 in Berlin; † 11. November 1945 ebenda) war ein deutscher Geograph.

## Leben
Konrad Kretschmer, der Sohn des Malers Albert Kretschmer, studierte an der Universität Berlin und wurde 1889 mit der Dissertation Einleitung in die Geschichte der physischen Erdkunde im christlichen Mittelalter promoviert; sein Bruder Paul Kretschmer (1866–1956, Sprachwissenschaftler) war einer der Opponenten. Sein Forschungsschwerpunkt wurde die historische Geographie. Vom 1. April 1890 bis zum 1. April 1891 unternahm er im Auftrag der Gesellschaft für Erdkunde zu Berlin eine Forschungsreise nach Italien, wo er Dokumente zur historischen Geographie sichtete und zahlreiche Neufunde publizierte.
Nach seiner Rückkehr habilitierte sich Kretschmer 1893 bei Ferdinand von Richthofen. Seitdem arbeitete er als Privatdozent an der Universität und gleichzeitig als Geographielehrer an der Preußischen Kriegsakademie. Dort wurde der Geographieunterricht im Laufe der Jahre immer mehr gekürzt und 1907 ganz aus dem Lehrplan gestrichen. Kretschmer wirkte fortan nur noch an der Universität, wo er 1920 zum außerordentlichen Professor ernannt wurde. 1929 trat er in den Ruhestand.
Kretschmer verfasste zahlreiche Kartenwerke und Studien zur historischen Geographie. Sein Hauptwerk sind die Handbücher Historische Geographie von Mitteleuropa (München 1904; Nachdruck Osnabrück 1964) und Geschichte der Geographie (Berlin 1912; zweite Auflage 1923).